# Marat Schachmetow
Marat Schachmetow (kasachisch Марат Шахметов; * 6. Februar 1989 in Alma-Ata, Kasachische SSR) ist ein kasachischer Fußballspieler.

## Karriere

### Verein
Seine aktive Laufbahn begann Marat Schachmetow im Jahre 2006 bei seinem Heimatverein FK Almaty. Nach der Auflösung des Vereins zum Ende der Saison 2008 wurde er vom neuen Verein Lokomotive Astana übernommen. Mit diesem Verein gewann er 2010 den kasachischen Pokal. Diesen Erfolg konnte er 2012 wiederholen.
Mit Beginn der Saison 2015 wechselte er zu Schetissu Taldyqorghan.

### Nationalmannschaft
Nachdem Marat Schachmetow bereits einige Spiele in der kasachischen U17 und U21 gespielt hatte, gab er sein Debüt in der kasachischen Nationalmannschaft am 10. August 2011 im Freundschaftsspiel gegen Syrien. Anschließend kam er zu weiteren Einsätzen in der Qualifikation zu EM 2012 und WM 2014.

## Erfolge
- Kasachischer Pokalsieger: 2010, 2012
- Kasachischer Supercupsieger: 2011